# Бровкове (Новоукраїнський район)
Бровко́ве (колишня назва — Федорівка) — село в Україні, у Новомиргородській міській громаді Новоукраїнського району Кіровоградської області. Населення становить 84 особи.

## Географія
Площа села — 59,6 га.
Бровкове знаходиться в південно-східній частині Новомиргородського району. В околицях села знаходиться витік річки Інгул. Поруч з Бровковим розташований лісовий масив.

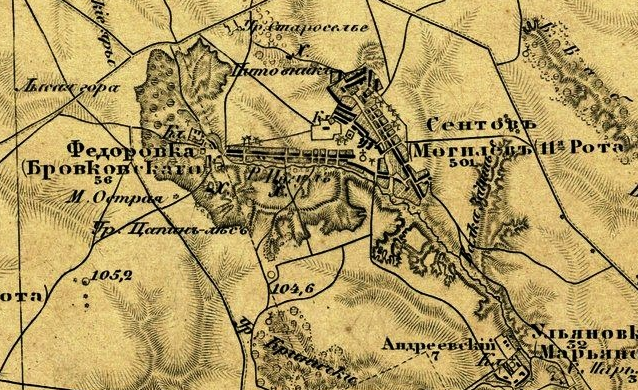
Федорівка на військово-топографічній карті 1869 року

## Історія
За повідомленням власника маєтку пана Кобилинського, в околицях знаходили мідні та срібні монети часів володарів Русі та королів Республіки Двох Держав: Сигізмунда I (з 1496 року), Сигізмунда II (1544–1572), Сигізмунда III (з 1587 року), Владислава IV (1632–1648), Яна Собеського (з 1674 року) тощо.
Село засноване в останній чверті XVIII століття.[джерело?]
В XIX столітті Бровкове належало братам-декабристам Олександру та Йосипу Поджіо.

## Населення
Згідно з переписом УРСР 1989 року чисельність наявного населення села становила 89 осіб, з яких 31 чоловік та 58 жінок.
За переписом населення України 2001 року в селі мешкали 84 особи.

### Мова
Розподіл населення за рідною мовою за даними перепису 2001 року:
| Мова       | Відсоток |
| ---------- | -------- |
| українська | 89,29 %  |
| російська  | 10,71 %  |

## Вулиці
У Бровковому налічується дві вулиці — вул. Інгульська та вул. Шевченка.

## Пам'ятки
На східній околиці села знаходиться ландшафтний заказник місцевого значення Витоки ріки Інгул.

## Відомі люди
- В селі 10 липня 1921 року народився Ткаченко Василь Іванович — Герой Радянського Союзу, полковник, учасник штурму Рейхстагу. Почесний громадянин міста Новомиргорода.[7] Помер 2007 року в Санкт-Петербурзі.